# Église Saint-Julien de Jayac
Pour les articles homonymes, voir Église Saint-Julien.
L'église Saint-Julien est une église catholique située à Jayac, en France.

## Localisation
L'église est située dans le département français de la Dordogne, sur la commune de Jayac.

## Historique
L'église comprend deux parties distinctes, la nef moderne et le chœur roman. Le chœur a un plan singulier car il est enveloppé par un mur épais à trois pans. Le chœur carré est voûté en berceau avec un chevet plat. De chaque côté, quatre colonnes soutiennent des arcs en plein cintre sur des chapiteaux sculptés archaïques. 
Le transept a été revoûté tardivement. Les deux chapelles latérales sont dans des absidioles voûtées en cul de four. Le clocher se trouve sur la croisée du transept.
La nef unique et la façade sont du XIXe siècle ainsi que les vitraux.
L'édifice est inscrit au titre des monuments historiques le 29 novembre 1948.

## Références

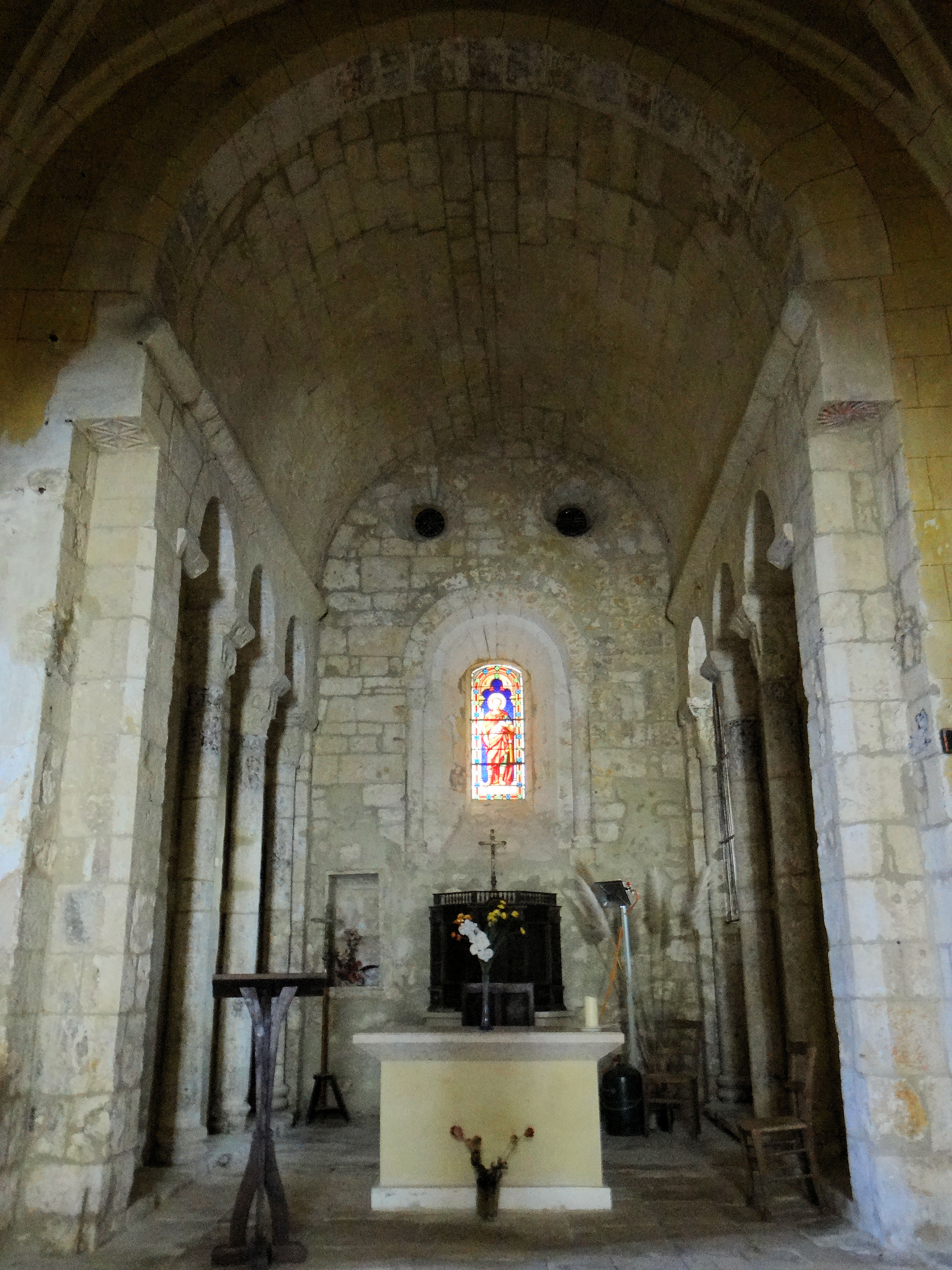
Le chœur
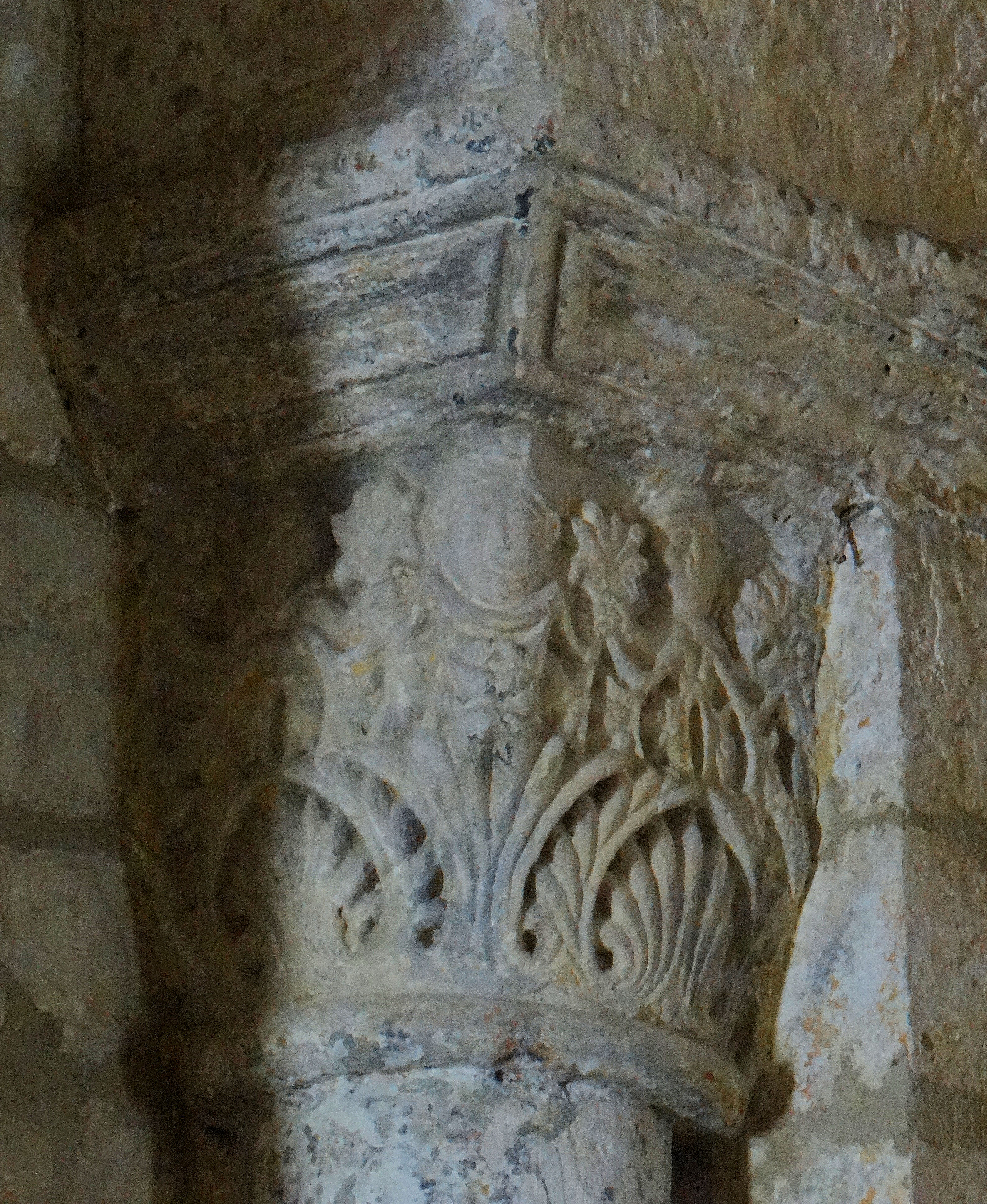
Un chapiteau du chœur
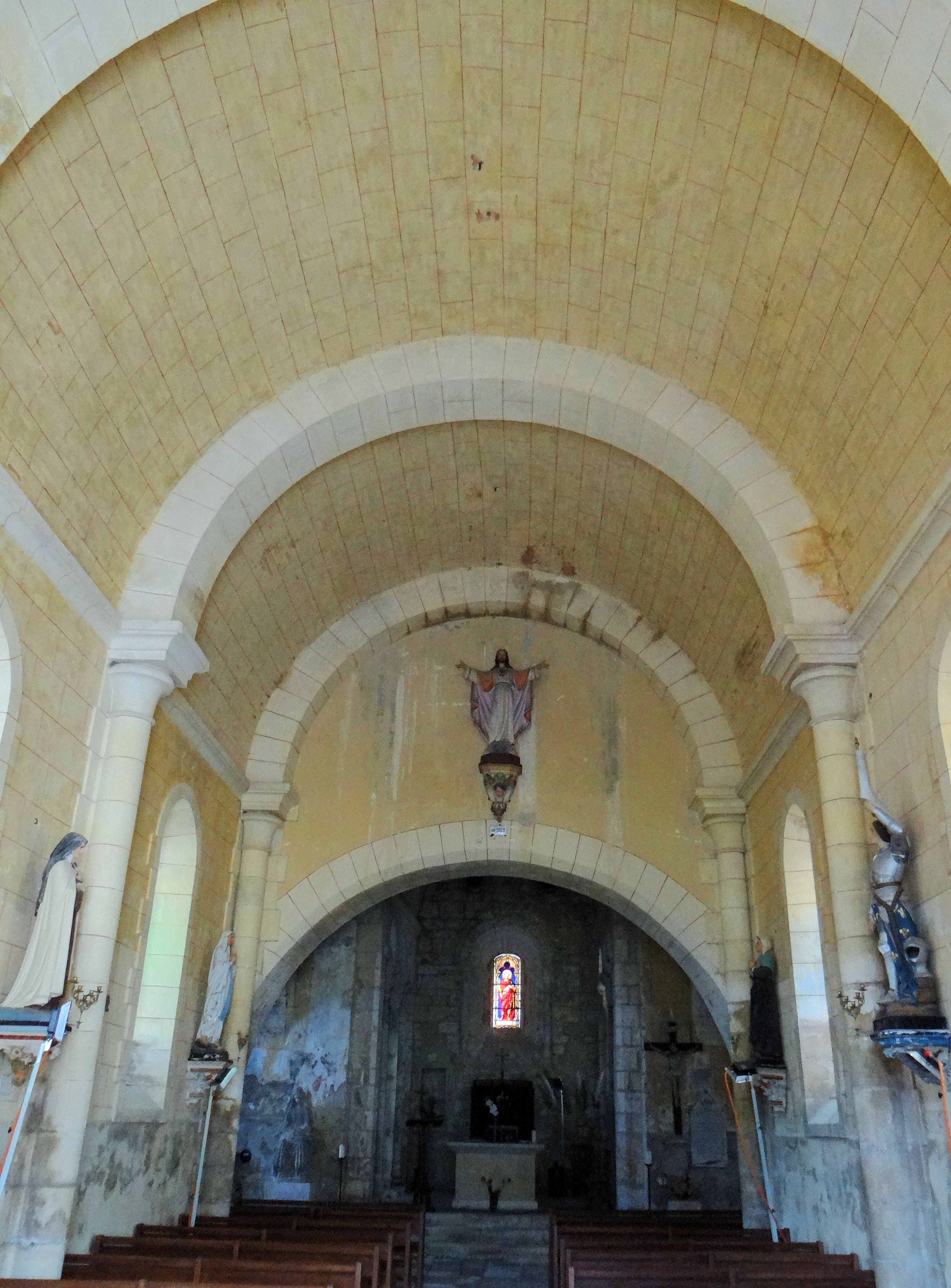
La nef